# Seznam dílů pořadu Válka skladů: Kanada
Toto je seznam dílů pořadu Válka skladů: Kanada.

## Přehled řad
| Řada | Díly | Premiéra v USA | Premiéra v USA    | Premiéra v ČR | Premiéra v ČR |
| Řada | Díly | První díl      | Poslední díl      | První díl     | Poslední díl  |
| ---- | ---- | -------------- | ----------------- | ------------- | ------------- |
| 1    | 36   | 29. srpna 2013 | 17. července 2014 |               |               |
| 2    | 36   | 8. ledna 2015  | 2015              |               |               |

## Seznam dílů

### První řada (2013–2014)
| Č. v seriálu | Č. v řadě | Původní název                                    | Lokace       | Premiéra v USA     | Premiéra v ČR |
| ------------ | --------- | ------------------------------------------------ | ------------ | ------------------ | ------------- |
| 1            | 1         | Northern Lights. Northern Fights                 | Aurora       | 29. srpna 2013     |               |
| 2            | 2         | Orangeville Squeeze Play                         | Orangeville  | 5. září 2013       |               |
| 3            | 3         | You Just Got “Roy’d”!                            | Brampton     | 12. září 2013      |               |
| 4            | 4         | Safes n’ Snakes                                  | Orangeville  | 19. září 2013      |               |
| 5            | 5         | It’s Like Archaeology, You Dig?                  | North York   | 26. září 2013      |               |
| 6            | 6         | Ain’t No Locker Like A Birthday Locker           | North York   | 3. října 2013      |               |
| 7            | 7         | Wanna Smell My Hair?                             | Scarborough  | 10. října 2013     |               |
| 8            | 8         | Fashion Passion                                  | Newmarket    | 17. října 2013     |               |
| 9            | 9         | Taunted, Haunted, and Most Wanted                | Weston       | 24. října 2013     |               |
| 10           | 10        | Crazy From the Heat                              | North York   | 31. října 2013     |               |
| 11           | 11        | The Thrilla in Clairevilla                       | Claireville  | 7. listopadu 2013  |               |
| 12           | 12        | Big Cow Trouble in Little Ajax                   | Ajax         | 14. listopadu 2013 |               |
| 13           | 13        | The Rise of the Liquidator                       | Woodbridge   | 9. ledna 2014      |               |
| 14           | 14        | Canadian Pecker                                  | Mississauga  | 2014               |               |
| 15           | 15        | A-locker-lypse Now                               | Scarborough  | 23. ledna 2014     |               |
| 16           | 16        | Even Veterans Get the Blues                      | Scarborough  | 30. ledna 2014     |               |
| 17           | 17        | The Seven Habits of Highly Effective Instigators | Thornhill    | 6. února 2014      |               |
| 18           | 18        | Fast Times at Wedgie-mont High                   | Brampton     | 13. února 2014     |               |
| 19           | 19        | Com-Paul-sive Behaviour                          | Wasaga Beach | 20. února 2014     |               |
| 20           | 20        | Psychic Psych Out                                | Don Mills    | 27. února 2014     |               |
| 21           | 21        | Cold Turkeys                                     | Leslieville  | 6. března 2014     |               |
| 22           | 22        | Worst Best Man Ever                              |              | 13. března 2014    |               |
| 23           | 23        | The Lame, The Sick, and The Crazy                | Guelph       | 20. března 2014    |               |
| 24           | 24        | Crate Expectations                               | Mississauga  | 27. března 2014    |               |
| 25           | 25        | A Bad Day to Be Bogart                           | Weston       | 24. dubna 2014     |               |
| 26           | 26        | Ursula's Just Not That Into You                  | Orilia       | 1. května 2014     |               |
| 27           | 27        | It's Don's World, We're Just Bidding In It       | Southern     | 8. května 2014     |               |
| 28           | 28        | Imitation is the Sincerest Form of Insult        | Toronto      | 15. května 2014    |               |
| 29           | 29        | Giddy Up!                                        | Cedarbrae    | 22. května 2014    |               |
| 30           | 30        | L'll Roy                                         | Brampton     | 29. května 2014    |               |
| 31           | 31        | Paul and Bogart Make a Promo                     | Toronto      | 12. června 2014    |               |
| 32           | 32        | London Storage is Falling Down                   | London       | 19. června 2014    |               |
| 33           | 33        | O Brother I Hate Thou                            | Toronto      | 26. června 2014    |               |
| 34           | 34        | Spies Like Urs                                   | Markham      | 3. července 2014   |               |
| 35           | 35        | Brawl in the Family                              | Toronto      | 10. července 2014  |               |
| 36           | 36        | All's Fair in Love and Storage War               | Toronto      | 17. července 2014  |               |

### První řada (2015)
| Č. v seriálu | Č. v řadě | Původní název                                   | Lokace           | Premiéra v USA  | Premiéra v ČR |
| ------------ | --------- | ----------------------------------------------- | ---------------- | --------------- | ------------- |
| 37           | 1         | Bigger Stronger Meaner Dumber                   | Brampton         | 8. ledna 2015   |               |
| 38           | 2         | That’s Mr. Pecker to You                        | Toronto          | 15. ledna 2015  |               |
| 39           | 3         | Who Wants to be a Bazillionaire?                | Toronto          | 22. ledna 2015  |               |
| 40           | 4         | Cause That’s What Janitors Do!                  | Toronto          | 29. ledna 2015  |               |
| 41           | 5         | Shirt Happens                                   | Brampton         | 5. února 2015   |               |
| 42           | 6         | Keep Your Friends Close and The Veterans Closer | Orillia          | 12. února 2015  |               |
| 43           | 7         | Knockout Punch                                  | Toronto          | 19. února 2015  |               |
| 44           | 8         | Worst Laid Plans                                | Leaside          | 26. února 2015  |               |
| 45           | 9         | Chini-chilla Bang Bang                          | East Gwillimbury | 5. března 2015  |               |
| 46           | 10        | Roy Marks His Territory                         | Thornhill        | 12. března 2015 |               |
| 47           | 11        | Kennys vs. Kennys                               | Cambridge        | 19. března 2015 |               |
| 48           | 12        | Roy Dirnbeck: The Roy Dirnbeck Story            | Mississauga      | 26. března 2015 |               |
| 49           | 13        | Schlock Therapy                                 |                  | 11. června 2015 |               |
| 50           | 14        | Cougar Pants!                                   |                  | 2015            |               |
| 51           | 15        | Confessions of a Dangerous Mime                 |                  | 2015            |               |
| 52           | 16        | Utopia?                                         |                  | 2015            |               |
| 53           | 17        | Three Kennys Are Worse Than None                |                  | 2015            |               |
| 54           | 18        | Instigator in Training                          |                  | 2015            |               |
| 55           | 19        | Goji, Bogie and the Yogi                        |                  | 2015            |               |
| 56           | 20        | Exceedingly Loud and Uncomfortably Close        |                  | 2015            |               |
| 57           | 21        | Pranking the Monkeys                            |                  | 2015            |               |
| 58           | 22        | All Aboard the Party Train!                     |                  | 2015            |               |
| 59           | 23        | Freaks and Greeks                               |                  | 2015            |               |
| 60           | 24        | Honeymoon Capital of the Storage World          |                  | 2015            |               |
| 61           | 25        | Hug Life                                        |                  | 2015            |               |
| 62           | 26        | Between a Brawk and a Hard Place                |                  | 2015            |               |
| 63           | 27        | Two Men and a Fake Baby                         |                  | 2015            |               |
| 64           | 28        | The Birds and the Bees and the Bulls            |                  | 2015            |               |
| 65           | 29        | Ursula Goes Banana                              |                  | 2015            |               |
| 66           | 30        | One Man Party                                   |                  | 2015            |               |
| 67           | 31        | May the Schwarz Be With You                     |                  | 2015            |               |
| 68           | 32        | Paulie's Angels: Full Throttle                  |                  | 2015            |               |
| 69           | 33        | Dude, Where's My Locker                         |                  | 2015            |               |
| 70           | 34        | Cindy Hayden: Voodoo Child                      |                  | 2015            |               |
| 71           | 35        | Extreme Edition                                 |                  | 2015            |               |
| 72           | 36        | All's Well That Ends Wildly Ridiculous          |                  | 2015            |               |